# Sclerorinus
Sclerorinus är ett släkte av skalbaggar. Sclerorinus ingår i familjen vivlar.

## Dottertaxa tillSclerorinus, i alfabetisk ordning[1]
- Sclerorinus acuminatus
- Sclerorinus adelaidae
- Sclerorinus albovittatus
- Sclerorinus alpicola
- Sclerorinus alternus
- Sclerorinus amycteroides
- Sclerorinus angasi
- Sclerorinus angustior
- Sclerorinus angustipennis
- Sclerorinus angustus
- Sclerorinus apicalis
- Sclerorinus arenosus
- Sclerorinus asper
- Sclerorinus aterrimus
- Sclerorinus besti
- Sclerorinus biordinatus
- Sclerorinus blackburni
- Sclerorinus browni
- Sclerorinus bubalus
- Sclerorinus carinatus
- Sclerorinus carteri
- Sclerorinus confusus
- Sclerorinus conspersus
- Sclerorinus convexus
- Sclerorinus daveyi
- Sclerorinus dilaticollis
- Sclerorinus dimidiatus
- Sclerorinus divaricatus
- Sclerorinus dixoni
- Sclerorinus dolens
- Sclerorinus echinops
- Sclerorinus elderi
- Sclerorinus elongatus
- Sclerorinus exilis
- Sclerorinus fuscus
- Sclerorinus germari
- Sclerorinus goudiei
- Sclerorinus hopei
- Sclerorinus horridus
- Sclerorinus howitti
- Sclerorinus inconstans
- Sclerorinus inornatus
- Sclerorinus insignis
- Sclerorinus interioris
- Sclerorinus interruptus
- Sclerorinus irregularis
- Sclerorinus laticollis
- Sclerorinus longus
- Sclerorinus marginatus
- Sclerorinus mastersi
- Sclerorinus meliceps
- Sclerorinus molestus
- Sclerorinus molossus
- Sclerorinus morosus
- Sclerorinus mucronatus
- Sclerorinus mucronipennis
- Sclerorinus neglectus
- Sclerorinus nigrospinosus
- Sclerorinus noctis
- Sclerorinus nodulosus
- Sclerorinus obliteratus
- Sclerorinus oblongatus
- Sclerorinus obscurus
- Sclerorinus occidentalis
- Sclerorinus parvulus
- Sclerorinus pilularius
- Sclerorinus queenslandicus
- Sclerorinus regularis
- Sclerorinus riverinae
- Sclerorinus rugicollis
- Sclerorinus sabulosus
- Sclerorinus sloanei
- Sclerorinus sordidus
- Sclerorinus spencei
- Sclerorinus spenceri
- Sclerorinus squalidus
- Sclerorinus stewarti
- Sclerorinus stutchburyi
- Sclerorinus subcarinatus
- Sclerorinus subcostatus
- Sclerorinus sublineatus
- Sclerorinus subsequens
- Sclerorinus taeniatus
- Sclerorinus tristis
- Sclerorinus tuberculosus
- Sclerorinus waterhousei
- Sclerorinus vermiculatus
- Sclerorinus verrucosus
- Sclerorinus vestitus
- Sclerorinus vittatus